# Charles-Joseph Chedeville
Charles-Joseph Chedeville, francoski general, * 1875, † 1940.